# Adenosylcobalamine
Adenosylcobalamine, ook wel co-enzym B12 of cobamamide (AdoCbl), is een van de biologisch actieve vormen van vitamine B12. Samen met de andere cobalamines is het een complexe organische verbinding die van groot belang is voor diverse stofwisselingsprocessen. Adenosylcobalamine is in veel landen in tabletvorm verkrijgbaar.
Adenosylcobalamine neemt als cofactor deel aan herschikkingen van het koolstofskelet van diverse verbindingen. Deze herschikkingen vereisen de vorming van een desoxyadenosylradicaal door homolytische splitsing van de koolstof-kobalt-binding. Deze binding is zeer zwak: het heeft een bindingsdissociatie-energie van 31 kcal/mol, en deze energiewaarde wordt nog lager wanneer het in de buurt komt van het enzymatisch actieve centrum.

Schematisch diagram van de propionaatmetabolische route. Adenosylcobalamine is nodig als co-enzym door de methylmalonyl-CoA mutase om L-methylmalonyl-CoA om te zetten in succinyl-CoA, anders hoopt methylmalonzuur zich op.

Een belangrijk enzym dat adenosylcobalamine als co-enzym gebruikt, is methylmalonyl-CoA-mutase (MCM), dat in de mitochondria verantwoordelijk is voor de oxidatie van aminozuren met een vertakte keten.